# One Woman’s Live Journey
A One Woman’s Live Journey Olivia Newton-John 2000-ben kiadott koncertalbuma.
Olivia Newton-John több évtizedes pályafutása során számtalan koncertet tartott, de koncertlemeze az 1982-ben kizárólag Japánban kiadott Love Performance kivételével ezelőtt nem jelent meg. A felvétel az 1999 július 16 és szeptember 4 között tartott, harminc előadásból álló One Woman’s Journey koncertkörút során lett felvéve az Atlantic Cityben található Taj Mahal Kaszinóban, augusztus 26-án és 27-én. A koncerteken Olivia Amerikában legismertebb dalai hangzanak el, az 1973-as Let Me Be There-től a legutolsó, Back with a Heart című albumig.  Az album 2000. szeptember 11-én jelent meg Ausztráliában, majd a későbbiekben Amerikában. Olivia első és egyetlen albuma, mely a CD változat mellett különleges minőségű, DTS térhatású DVD-Audio lemezen is megjelent. A koncertkörúttal Olivia a gyermekkori rákok leküzdéséért létrehozott alapítvány, a CHEC munkáját támogatta. Az album Ausztráliában a 41-ik helyezést érte el.

## Az album dalai
- Xanadu
- Magic
- Don't Stop Believin'
- Please Mr Please
- Jolene
- Let Me Be There
- Sam
- Have You Never Been Mellow
- Precious Love
- Not Gonna Give In To It
- Flower That Shattered The Stone
- Back With A Heart
- Suddenly
- You're The One That I Want
- Hopelessly Devoted To You
- Summer Nights
- Don't Cut Me Down
- Over The Rainbow
- If You Love Me, Let Me Know
- Physical
- I Honestly Love You